# Martinice (Jesenice)
Martinice jsou malá vesnice, část obce Jesenice v okrese Příbram ve Středočeském kraji. Nachází se asi 2,5 kilometru jižně od Jesenice. Vesnicí protéká Martinický potok. V roce 2011 zde trvale žilo sedmnáct obyvatel.
Martinice leží v katastrálním území Jesenice u Sedlčan o výměře 6,66 km².

## Historie
První písemná zmínka o vesnici pochází z roku 1542 Nachází se v zemských deskách, v nichž je zaznamenán prodej vsi, ke kterému došlo 7. června 1539.

## Obyvatelstvo
| Rok            | 1869 | 1880 | 1890 | 1900 | 1910 | 1921 | 1930 | 1950 | 1961 | 1970 | 1980 | 1991 | 2001 | 2011 | 2021 |
| -------------- | ---- | ---- | ---- | ---- | ---- | ---- | ---- | ---- | ---- | ---- | ---- | ---- | ---- | ---- | ---- |
| Počet obyvatel | 111  | 117  | 90   | 96   | 82   | 81   | 66   | 46   | 71   | 35   | 30   | 20   | 14   | 17   | 24   |
| Počet domů     | 12   | 13   | 13   | 13   | 13   | 12   | 12   | 11   | 11   | 9    | 8    | 12   | 11   | 12   | 14   |

## Obecní správa
Při sčítání lidu v letech 1850–1929 Martinice byly osadou obce Nedrahovice v okrese Sedlčany. Od roku 1930 jsou částí obce Jesenice, se kterým patřily nejprve do okresu Sedlčany, ale od roku 1960 v okrese Příbram.